# Unhwa-ri
Unhwa-ri (tiếng Hàn: 운화리) là một phân cấp hành chính, hoặc ấp, nằm ở Onyang, Ulju, Ulsan, Hàn Quốc. Nó nằm ở phía Đông Đường cao tốc Busan–Ulsan, phía Nam Oegwang-ri.

## Liên kết
- Trang chính thức Onyang (tiếng Hàn)